# Geert Lovink
Geert Lovink (Amsterdam, 1959) è un saggista e teorico delle culture di rete olandese.

## Biografia
Laureato all'Università di Amsterdam, consegue il dottorato all'Università di Melbourne e nel 2003 ottiene un postdottorato all'Università di Brisbane. Nel 2004 gli viene assegnata una cattedra di ricerca presso il Politecnico di Amsterdam e una cattedra di insegnamento sui Nuovi Media all'Università di Amsterdam. Successivamente fonda e dirige l'Istituto delle Culture in Rete sempre ad Amsterdam e viene invitato a insegnare Teoria dei Media presso l'European Graduate School in Svizzera.
È stato tra i fondatori di ADILKNO (Foundation for the Advancement of Illegal Knowledge), fondazione nata nel 1983 ad Amsterdam come progetto critico di analisi dei media. Cofondatore della Città Digitale di Amsterdam, è stato tra gli organizzatori delle conferenze WetWare, Next Five Minutes, Ars Electronica.
Insieme a Franco Berardi, Philippe Agrain e Carlo Formenti, è uno dei più noti critici europei della "network culture" e di questioni legate a internet, economia digitale, social media.
Nel 2002 MIT Press ha pubblicato due sue opere: Dark Fiber, collezione di saggi sulle culture di Internet (tradotta in italiano, spagnolo, romeno, tedesco e giapponese), e Uncanny Networks, raccolta di interviste a teorici dei media e artisti. La Casa editrice V2 di Rotterdam ha pubblicato nel 2003 il suo testo più critico nei confronti della "net economy", My First Recession (pubblicato in italiano da Apogeo Editore, 2004). Continua a curare saggi sul tema (a fine maggio 2016 è uscito l'ultimo della serie, Social Media Abyss, Critical Internet Cultures and the Force of Negation, presso Polity Press, e in italiano presso Egea) e a tenere frequenti interventi pubblici, anche in Italia.

## Teoria della rete
Lovink ha elaborato la definizione di media tattici (Tactical Media), a indicare l'uso non convenzionale e flessibile dei media per sviluppare una contronarrazione dal basso dei fatti sociali. Il dibattito che ne è seguito sulla mailing list Nettime è considerato alla base dello sviluppo del paradigma teorico del Mediattivismo. È tra i coordinatori della mailing list Unlike Us, all'interno delle attività svolte dall'Institute for Network Cultures.

## Opere
- ADILKNO, Empire of Images, 1985.
- ADILKNO, Cracking the Movement: Squatting Beyond the Media, 1990.
- ADILKNO, The Media Archive, 1992. URL consultato il 5 dicembre 2012 (archiviato dall'url originale il 23 gennaio 2013).
- ADILKNO, The Datadandy, 1994, ISBN 90-6617-146-4.
- ADILKNO, Electronic Solitude, 1997.
- Geert Lovink, Dark fiber: tracking critical internet culture, Cambridge, Mass., MIT Press, 2002, ISBN 0-262-12249-9. (Trad. it.  Dark fiber, Roma, Sossella, 2002, ISBN 88-87995-42-7.)
- Geert Lovink, Uncanny networks: dialogues with the virtual intelligentsia, Cambridge, Mass., MIT Press, 2002, ISBN 0-262-12251-0.
- Geert Lovink, My first recession, Rotterdam, V2-/NAi, 2003, ISBN 90-5662-353-2. (Trad. it.  Internet non è il paradiso: reti sociali e critica della cibercultura, Milano, Apogeo, 2004, ISBN 88-503-2273-9.)
- Geert Lovink, Zero comments: blogging and critical Internet culture, London, Routledge, 2008, ISBN 978-0-415-97315-1. (Trad. it.  Zero comments: teoria critica di internet, Milano, Bruno Mondadori, 2008, ISBN 978-88-6159-077-9.)
- Geert Lovink, Networks without a cause: a critique of social media, Cambridge, Polity, 2011, ISBN 978-0-7456-4967-2. (Trad. it.  Ossessioni collettive: critica dei social media, Milano, Egea, 2012, ISBN 978-88-8350-187-6.)
- Geert Lovink, Social Media Abyss. Critical Internet Culture and the Force of Negation, Cambridge, Polity, 2016, ISBN 978-15-0950-775-7. (Trad. it.  L'abisso dei social media. Nuove reti oltre l'economia dei 'like', Milano, Egea, 2016, ISBN 978-88-8350-241-5.)  = Social Media Abyss, Critical Internet Culture and the Force of Negation =
- Geert Lovink, Sad by Design: On Platform Nihilism, London, Pluto Press, 2019, ISBN 978-0-7453-3934 4. (Trad. it. Nichilismo digitale. L'altra faccia delle piattaforme, Milano, Università Bocconi Editore, 2019, ISBN 978-88-8350-291-0.)